# Вовчинецькі гори (пам'ятка природи)

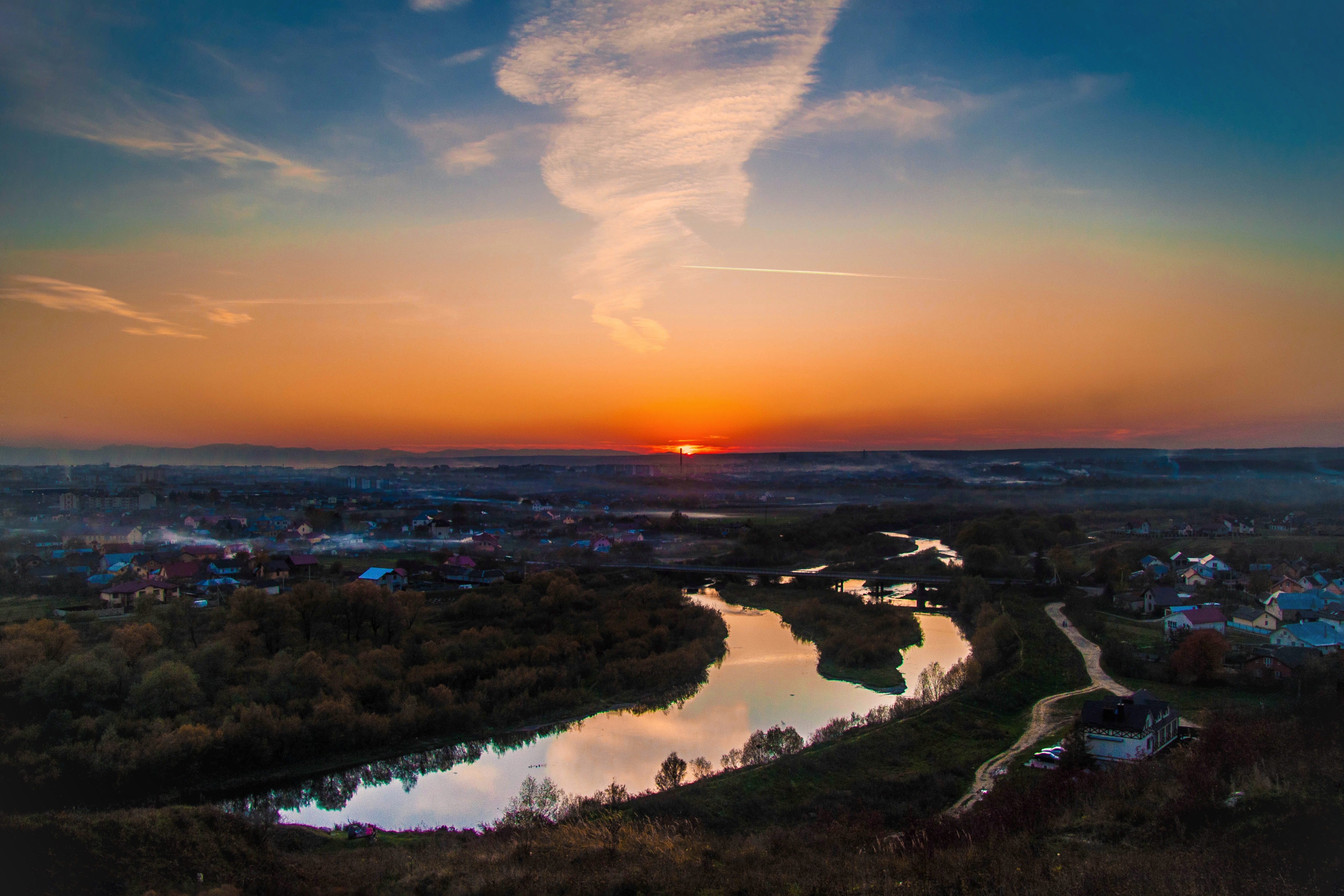
Захід сонця і вид на Бистрицю Надвірнянську з Вовчинецьких гір

Вовчине́цькі го́ри — комплексна пам'ятка природи місцевого значення в Україні. Розташована в межах території, підпорядкованій Івано-Франківській міській раді Івано-Франківської області, при північно-східній околиці села Вовчинець.
Площа — 30 га. Статус отриманий у 1997 році. Перебуває у віданні Вовчинецької сільської ради.